# Laurent Gomez
Pas d'image ? Cliquez ici

a Compétitions nationales et continentales officielles uniquement.

Laurent Gomez, né le 15 août 1970 à Vénissieux, est un joueur français de rugby à XV évoluant au poste de pilier.

## Biographie
Après avoir côtoyé les clubs du CS Bourgoin-Jallieu et du RC Nîmes, Laurent Gomez est révélé par la suite au FC Grenoble lors de la saison 1998-1999 sous les ordres de Michel Ringeval avec notamment une demi-finale et une participation l'année suivante à la Coupe d'Europe dont Grenoble sera la seule équipe à battre les Anglais des Northampton Saints, futurs vainqueurs de l’épreuve. 
En juin 1999, il participe à la tournée des Barbarians français en Argentine. Il est remplaçant contre le Buenos Aires Rugby Club à San Isidro. Il remplace en cours de jeu Cédric Soulette. Les Baa-Baas s'imposent 52 à 17. Puis, il est titulaire contre les Barbarians Sud-Américains à La Plata. Les Baa-Baas français s'imposent 45 à 28.
Par la suite Montferrand s'attache ses services et il termiera sa carrière aux Harlequins.

## Palmarès
- En championnat de France :
  - Finaliste en 1997 (avec le CS Bourgoin-Jallieu)
  - Demi-finaliste en 1999 (avec le FC Grenoble)
- En Challenge européen : 
  - Vainqueur 1997  (avec le CS Bourgoin-Jallieu)

### Distinction
- Classement Midi olympique : Numéro 10 en France 1999 (FC Grenoble)